# Passail
Passail är en ort och kommun i distriktet Weiz i förbundslandet Steiermark i Österrike. 
Kommunen består av 13 orter (Ortschaften) (inom parentes invånarantal 1 januari 2024):

- Amstein (81)
- Arzberg (492)
- Auen (236)
- Hart (191)
- Haufenreith (292)
- Hintertober (9)
- Hohenau an der Raab (462)
- Krammersdorf (258)
- Oberneudorf (224)
- Passail (1 525)
- Plenzengreith (178)
- Tober (275)
- Unterneudorf (156)

Den 1 januari 2015 slogs den dåvarande kommunen Passail samman med kommunerna Arzberg, Hohenau an der Raab och Neudorf bei Passail. Den 1 januari 2020 tillkom Plenzengreith från kommunen Gutenberg.